# Клад из Вильены
Клад из Вильены (исп. Tesoro de Villena) — один из крупнейших кладов эпохи бронзового века. Относится к изделиям культуры валенсийской бронзы (предположительно иберийской). Обнаружен 1 декабря 1963 года, когда во время раскопок на участке близ Вильены был найден золотой браслет весом около фунта. Там присутствовал директор местного музея Вильены, дон Jose Maria Soler, в ведении которого находился участок земли: в Rambla del Panadero, поблизости от Вильены, был найден закопанный кувшин с большим числом драгоценностей. Клад состоял из шестидесяти слитков золота, чаш, браслетов, сосудов и различных фрагментов, которые украшали скипетр, три сосуда из серебра, железный браслет и два мелких предмета: один фрагмент броши из железа с золотой отделкой и пуговица из янтаря и золота. Золотые слитки весом более девяти килограммов, имеющие возраст 3000 лет.
1 апреля 2005 года было объявлено о том, что коллекция археологических находок из Вильены представляет собой культурное национальное достояние Испании.
Исследования с использованием масс-спектрометрии, проведённые в 2024 году, выявили, что в двух предметах, изготовленных в 1400–1200 годах до н. э., использовалось железо, добытое из метеорита. Из-за сходства материала эксперты предположили, что изделия были созданы из одного и того же небесного тела, которое упало на Землю 1 млн. лет назад.
В приведённой ниже таблице показано распределение по классам объектов и общий вес каждого класса.
Распределение объектов клада из Вильены по типам и масса каждого из типов:
| Объект                                      | Количество | Масса в граммах |
| ------------------------------------------- | ---------- | --------------- |
| Золотые браслеты                            | 28         | 5170,35         |
| Браслеты из железа                          | 1          | 31,85           |
| Чаши из золота                              | 11         | 3508,141        |
| Сосуды из золота                            | 2          | 380,97          |
| Сосуды из серебра                           | 3          | 556,83          |
| Фрагмент броши из железа с золотой отделкой | 1          | 50,49           |
| Пуговица из янтаря и золота                 | 1          | 5,84            |
| Прочее                                      | 12         | 49,81           |
| Всего                                       | 59         | 9754,31         |

- Три золотых сосуда
- Две золотых и одна серебряная бутыль
- Фрагменты украшения царского скипетра